# Шанто, Эрик
Эрик Ли Шанто (род. 1 октября 1983 года) — американский пловец, завоевавший две золотые медали в эстафете составе команды США на чемпионатах мира. Эрик был членом олимпийских команд 2008 и 2012 годов и завоевал золотую медаль в составе команды-победителя США в эстафете 4 × 100 метров на летних Олимпийских играх 2012 года в Лондоне. Шантоу также принадлежит мировой рекорд в составе команды США в эстафете 4×100 метров комплексным плаванием на  чемпионате мира ФИНА 2009 года в Риме.

## Ранние годы
Шанто родился в Снеллвилле, штат Джорджия. Учился в старшей школе Parkview в Лилберне, штат Джорджия, где стал чемпионом США по плаванию среди юношей, поддерживая при этом идеальный средний балл 4,0 (GPA).
За время учёбы в Обернском университете Шанто одиннадцать раз завоёвывал звание чемпиона США в составе команды Auburn Tigers по плаванию и дайвингу. На Всемирной Универсиаде 2003 года Шанто завоевал серебряную медаль на дистанции 400 метров комплексное плавание. На Всемирной Универсиаде 2005 года  выиграл золото как на 200-метровой, так и на 400-метровой дистанции комплексным плаванием, что сделало его первым американцем, выигравшим на обоих дистанциях.

## Международная карьера
В 2004 году на отборочных к Олимпийским играм соревнованиях в Лонг-Бич, Калифорния, США, Шанто занял третье место в личном зачете на дистанциях 200 и 400 метров комплексным плаванием, упустив место в олимпийском составе.
3 июля 2008 года Шантоу занял второе место на дистанции 200 метров брассом на отборочных к Олимпийским играм соревнованиях, обеспечив тем самым себе место в команде. Неделей ранее Шантоу сообщили, что у него рак яичка, но он принял решение участвовать в соревнованиях. Для попадания в финал летних Олимпийских игр 2008 года в Пекине в заплыве на 200 метров брассом ему не хватило тринадцать сотых (0,13) секунды, но показал личное лучшее время. Вернувшись в Соединённые Штаты, он перенес операцию по удалению ракового яичка.
На национальном чемпионате США и отборочных соревнованиях к чемпионату мира в 2009 году в Индианаполисе, штат Индиана, Шанто занял второе место на дистанции 100 м брассом с временем 59,45, уступив Марку Ганглоффу. На дистанции 200 м комплексное плавание Шанто занял второе место после Райана Лохте с временем 1: 56.00, Шанто выиграл финал на 200 м брассом с результатом 2: 08.01, побив свой собственный рекорд США, обеспечив себе участие в трёх дисциплинах на чемпионате мира в Риме.
На чемпионате мира Шанто занял второе место на дистанции 200 м брасс (2:07.65), третье на 200 метров комплексное плавание (1:55.36), и четвёртое в финальном заплыве на 100 метров брассом (58,98). В составе эстафетной команды США 4 × 100 метров комбинированная (Аарон Пирсол, Майкл Фелпс, Дэвид Уолтерс) Шанто выиграл золотую медаль с новым мировым рекордом 3:27.28. 
В 2012 году на отборочных к Олимпийским играм в Лондоне соревнованиях в Омахе, Небраска, Шанто обеспечил место в олимпийской сборной США, заняв второе место на дистанции 100 метров брассом. На летних Олимпийских играх 2012 года в Лондоне он занял четвёртое место во втором полуфинале на дистанции 100 м брассом и не попал в финал, но стал олимпийским чемпионом в эстафете 4 × 100 метров комбинированная, проплыв этап в предварительном заплыве.